# Bassus incompletus
Bassus incompletus är en stekelart som först beskrevs av Szepligeti 1905.  Bassus incompletus ingår i släktet Bassus och familjen bracksteklar. Inga underarter finns listade.